# Ruhaszárítógép

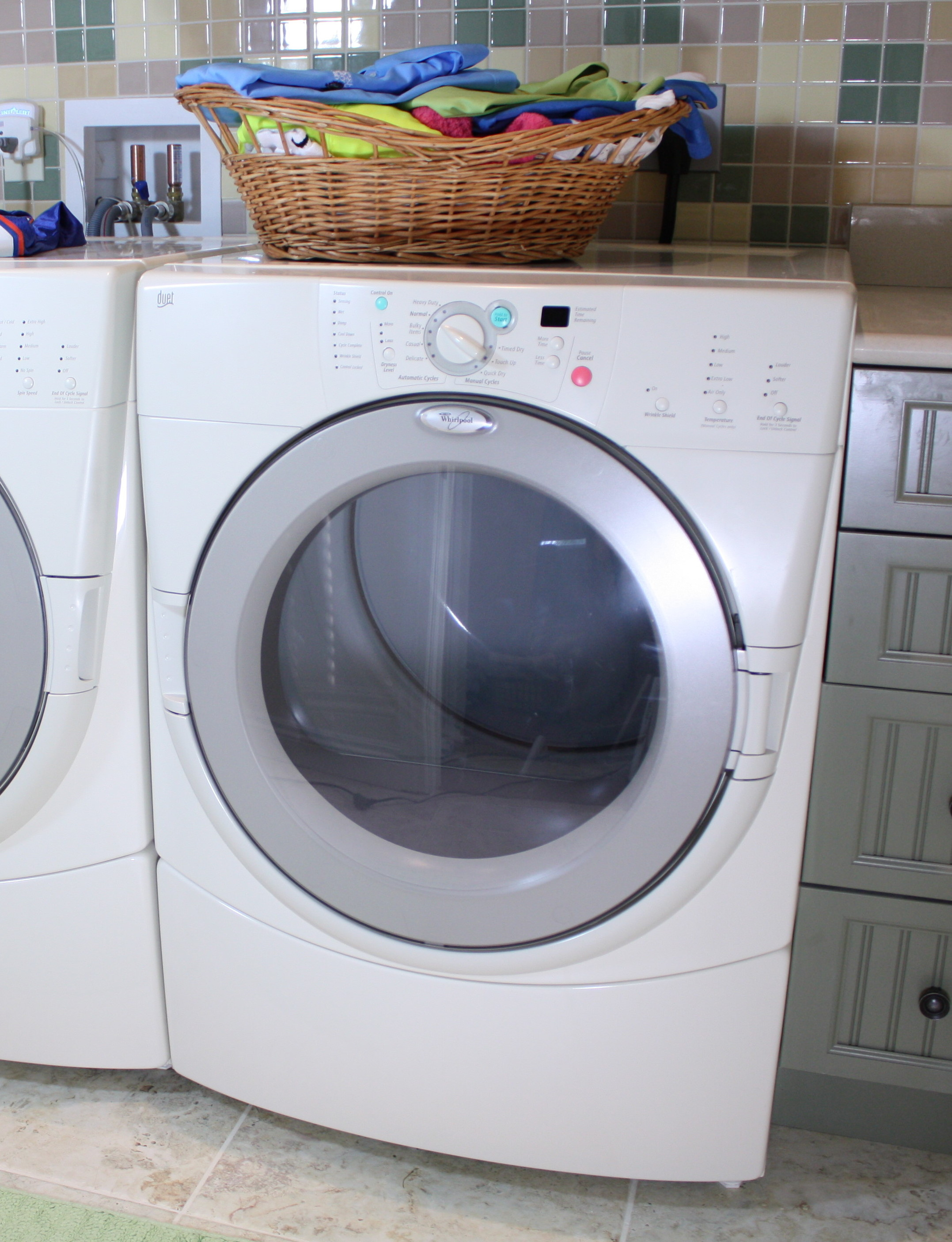
Elektromos, forgódobos ruhaszárítógép

A ruhaszárítógép vagy más néven szárogatógép olyan háztartási vagy ipari berendezés, melyet a mosógépben frissen mosott, nedves ruhák, ágynemű, és egyéb textíliák gépi szárítására használnak. A szárítógép használatának fő előnye a hagyományos, „teregetéses” szárítással szemben az, hogy a száradási idő rövid és nem függ az időjárástól. A ruhaszárítógépek az 1940-es években kezdtek elterjedni, és 2009-ben az amerikai háztartások közel 80%-a használta.
Működésének elve, hogy a gép a szárítótérben (forgódobban vagy szekrényben) elhelyezett ruhákra felmelegített, száraz levegőt fúj, ugyanakkor eltávolítja a nedves levegőt. A levegő melegítése történhet elektromos árammal, vagy pedig gázzal.
Nem minden textília szárítható gépben; ez a termék címkéjén szereplő kezelési jelképeken van feltüntetve.

## Története
A régi emberek bokrokra, ágakra, majd 19. századtól kezdve szárítókötélre akasztották a kimosott ruhákat száradni. Az első, „ventilátornak” nevezett ruhaszárítógépet, a későbbi forgódobos szárító elődjét a francia C. J. M. Pochon szabadalmaztatta 1799-ben, és egy lyukacsos fémdobból állt, melyet kézi erővel tűz fölött forgattak. Ez tizedére rövidítette le a száradási időt, ám a ruhák kormosak, füstszagúak lettek. 1892-ben az amerikai George Moore továbbfejlesztette a találmányt, hatékonyabbá és biztonságosabbá téve azt, de az ára még mindig túl magas volt a legtöbb háztartás számára.
A modern forgódobos, elektromos illetve gázfűtésű szárítógépet J. Ross Moore fejlesztette ki, ám évtizedeken keresztül sikertelenül próbálta eladni ötletét. Végül 1938-ban a wisconsini Hamilton Manufacturing June Day név alatt kezdte gyártani a gépet, mely olcsósága és praktikussága miatt hamar népszerűvé vált. Az 1940-es évek Amerikájában már évi 60 000 szárítógépet értékesítettek, és egészen máig tökéletesítik a technikai megoldásokat.

## Rendszerezésük

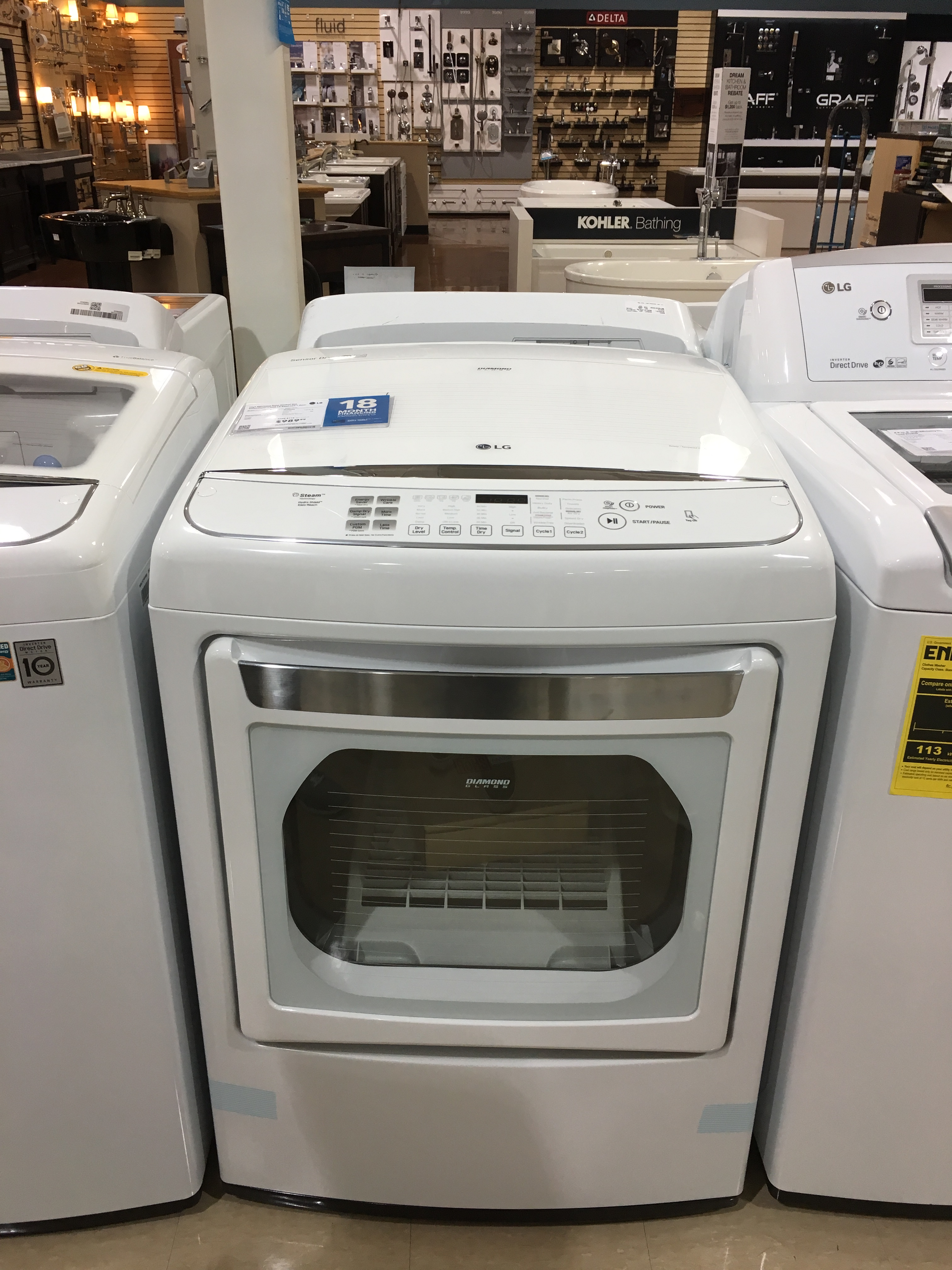
Gázfűtésű ruhaszárítógép

### Szárítótér szerint
- Forgódobos szárító („tömbler”) – háztartásokban a legelterjedtebb típus, megjelenését tekintve nagyon hasonlít egy mosógéphez. A ruhák egy nagy átmérőjű dobban vannak, mely egy, esetleg felváltva mindkét irányba forog. Egy elektromos ventilátor levegőt szív be, melyet a gép árammal vagy gázzal felmelegít, és a dobba fújja. A nedves, lehűlt levegő egy másik nyíláson keresztül távozik, majd a szabadba kerül, vagy pedig kondenzálódik (lásd a Szellőztetés szakaszt).[8]
- Szárítószekrény – a ruhák a gép belsejében felakasztva száradnak. Előnye, hogy a textíliák nem gyűrődnek; hátránya a berendezés nagy mérete, mely miatt a legtöbb háztartásban nem használható.[9]

### Szellőztetés szerint
- Légkivezetéses – a gép a szárításhoz használt, nedvességgel telített levegőt kifújja. Az ilyen gépek olcsóbbak és egyszerűbbek, viszont szükség van a házfal áttörésére, hogy a levegőt kivezessék a szabadba.[10]
- Kondenzációs – a nedves levegő a géptestben marad, így nincs szükség légkivezetésre. A párát egy vízkondenzátor lecsapatja, majd az újból felmelegített levegő visszakerül a szárítótérbe.[1]
- Hőszivattyús – a kondenzációs gépek továbbfejlesztett változata, azoknál kisebb energiaigényű, de drágább. Ezek a szárítógépek számítanak a legkorszerűbbeknek.[1]

### Fűtés szerint
- Elektromos – a szárításhoz használt levegőt egy elektromos fűtőkészülék melegíti fel. Az ilyen gépek olcsóbbak, és nincs szükség gázcsőre.[3] Az amerikai háztartásokban használt ruhaszárítógépek 72%-a elektromos fűtésű.[2]
- Gázfűtésű – a levegőt földgázzal vagy propánnal melegíti fel. Előnye a nagyobb hatásfok, ennélfogva az olcsóbb üzemeltetés.[3]

### Kialakítás szerint
- Kombinált mosó-szárítógép – ugyanaz a gép végzi mind a mosást, mind a szárítást. Előnye a kisebb helyigény és a kényelem; hátránya az alacsony hatékonyság és az, hogy szikkasztja a ruhákat.[1]
- Szabadonálló szárítógép – előnye a kedvezőbb energiafogyasztás, nagyobb kapacitás, és a jobb szárítási tulajdonságok.[11]

## Előnyök és hátrányok
A ruhaszárítógépek előnyei:
- eltávolítják a mikroszkopikus részecskéket, így a textíliák puhábbak, tapintásuk kellemesebb
- a szárítási idő néhány órára rövidül, és nem függ az időjárástól
- nincs feltétlenül szükség vasalásra

A ruhaszárítógépek hátrányai:
- magas energiaigény (a hűtőszekrények után a második legnagyobb háztartási energiafogyasztó)
- a ruhák fokozottabb igénybevétele, melynek következtében hamarabb tönkremennek
- hiányos karbantartás esetén lakástüzet okozhatnak

## Centrifugák
A szárítógépekkel kapcsolatban megemlíthető a ruhacentrifuga is; ez nem melegíti a levegőt és nem is szárítja meg teljesen a ruhákat, de a nedvesség nagy részének eltávolításával lerövidíti a száradási időt. Fordulatszáma 3000 fordulat/perc körül van, vagyis nagyobb, mint egy mosógépé. Előnye a kis fogyasztás, kis helyigény és az alacsony ár.